# Ханамаки
Ханамаки (яп. 花巻市 Ханамаки-си) — город в Японии, находящийся в префектуре Иватэ. Площадь города составляет 908,32 км², население — 98 511 человек (1 августа 2014), плотность населения — 108,45 чел./км².

## Географическое положение
Город расположен на острове Хонсю в префектуре Иватэ региона Тохоку. С ним граничат города Мориока, Китаками, Тоно, Осю, Мияко и посёлки Нисивага, Сидзукуиси, Сива.

## Население
Население города составляет 98 511 человек (1 августа 2014), а плотность — 108,45 чел./км². Изменение численности населения с 1980 по 2005 годы:
| 1980 | 105 678 чел. |  |
| 1985 | 106 747 чел. |  |
| 1990 | 106 727 чел. |  |
| 1995 | 107 112 чел. |  |
| 2000 | 107 175 чел. |  |
| 2005 | 105 028 чел. |  |

## Символика
Деревом города считается магнолия Кобуси, цветком — Leontopodium hayachinense, птицей — длиннохвостая неясыть.

## Города-побратимы
- Хот-Спрингс, США (с 1993 года)[6]